# Joseph Neuberg

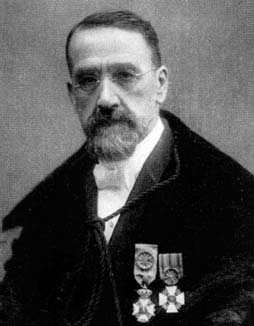
Joseph Jean Baptiste Neuberg

Joseph Jean Baptiste Neuberg (30 de octubre de 1840 – 22 de marzo de 1926) fue un matemático luxemburgués que trabajó sobre todo en el área de la geometría.

## Biografía
Neuberg nació el 30 de octubre de 1840 en la Ciudad de Luxemburgo. Estudió en una escuela local, el Ateneo de Luxemburgo. Prosiguió sus estudios en la Escuela Normal de Ciencias de la Universidad de Gante, perteneciente a su Facultad de Ciencias.
Tras graduarse, impartió clases en varias instituciones: en la Escuela Normal de Nivelle (1862-1865), en el Ateneo Real de Arlon (1865-1867) y la Escuela Normal de Brujas (1868-1878). En esta época se casó dos veces. En 1866 contrajo matrimonio con Fanny Reuter, con quien tuvo dos hijas. Tras enviudar en 1877, se casó en 1878 con Maria de Gruytters, con quien tuvo una hija y un hijo. Volvería a enviudar en 1904. También en esta época, en 1866, se nacionalizó belga y entró a formar parte de la Real Academia de Bélgica como miembro correspondiente.
En 1878 dejó Brujas y ocupó el puesto de profesor en el Ateneo Real de Lieja. Compaginó este trabajo con el de conferenciante (1878-1880) y luego profesor (1880-1884) en la Escuela de Minas. En 1884 fue designado profesor extraordinario en la Universidad de Lieja, donde permaneció en dicho puesto hasta su jubilación en 1910. Un año después de jubilarse, fue elegido presidente de la Real Academia de Bélgica.
El profesor falleció el 22 de marzo de 1926 en Lieja (Bélgica), y se le rindió homenaje en el Bulletin of the American Mathematical Society.

## Contribuciones
Neuberg trabajó principalmente en la geometría, sobre todo la geometría del triángulo, Lleva su nombre la cúbica de Neuberg, una curva que Neuberg descubrió y publicó en 1885, y que se define a partir de un triángulo y pasa por los puntos isodinámicos de este.
Neuberg también se implicó en varias revistas matemáticas. Fundó junto con Eugène Catalan y Paul Mansion la revista Nouvelle correspondance mathématique. Esta revista fue fundada en referencia a la anterior revista Correspondance mathématique et physique, que habían editado Adolphe Quetelet y Jean Garnier. La publicación de Correspondance perduró hasta 1880. Después de esto, Catalan aconsejó a Mansion y Neuberg que publicaran una nueva revista. Ellos siguieron su consejo y crearon Mathesis en 1881.
Asimismo, varias sociedades matemáticas contaron con Neuberg: el Instituto de Ciencias de Luxemburgo, la Real Sociedad de Ciencias de Lieja, la Sociedad Matemática de Ámsterdam y la Real Academia de Bélgica.